# 急性白磷中毒
急性白磷中毒，又称急性黄磷中毒，是指人体由于摄入（吸入或口服）白磷单质（不包括磷化合物）而出现的急性中毒医学情况。急性白磷中毒的原因包括误服含白磷产品、自杀或自残、军事应用的白磷弹，症状包括呕吐、恶心、腹痛、腹泻、呕血、便血、精神异常等。并可以引致肝衰竭、肾衰竭、心脏衰竭等多种终端器官损伤，导致死亡。白磷中毒者应该送到适当医疗设施接受救治，由于目前尚未有针对白磷单质的解毒剂，医务人员会用洗胃等方法来移除患者体内的白磷，并采用支持性疗法和对症治疗。白磷中毒者不宜摄取酒精、脂肪、食用油，不建议进行催吐。

## 白磷的毒性
白磷为剧毒，同时是局部毒素和全身毒素。白磷是強效的肝毒素，也是原浆毒素，能够损害肝脏、心血管系统、消化道和泌尿系統。不过，急性白磷中毒鲜有导致血液变异，这样的案例在医学界寥寥可数。白磷也具有神经毒性，能够危害脑部。口服白磷之所以会导致死亡，是因为白磷中毒引致急性肝衰竭和心血管虛脫，口服致死剂量估计为每天1至2毫克每公斤体重，死亡率介乎23%至73%。医学界对于白磷的生殖毒性所知甚少，亦未有证据明确证明白磷可以在剂量不足以影响怀孕妇女本身的情况下影响胎儿健康。不过，过往曾有案例，一名怀孕妇女服食可致死剂量的白磷，出现子宮出血和流产。

## 中毒途径
白磷可以通过口服来摄取，也能够经烧灼伤口或呼吸道进入体内。
在大多数已发展地区，白磷被禁止用于日常用品，或只可以在法规限制下作有限度使用，因此口服白磷导致的中毒甚为罕见。不过在南美洲厄瓜多尔、委内瑞拉、哥伦比亚等国，不法烟火制造商经常违规用白磷生产爆竹，导致民众误服中毒，也有些人为了自杀或自残而故意吃下。1980至1999年间，厄瓜多尔共有590宗急性白磷中毒送院个案，其中31宗为误服，其余559宗（占96.6%）都是刻意自残所致。白磷也是老鼠药的常见成分，因此服用老鼠药同样是急性白磷中毒的常见原因。火柴以前用白磷制造，所以曾经有吞火柴自杀的案例，不过现今的火柴已经改用较安全的红磷来制造。此外，白磷可以用来制造手榴弹和迫击炮等火炮的弹药（统称为白磷弹），在军事冲突或军事训练中派上用场。引爆白磷弹会释出白磷烟雾，造成刺激、不适，甚至中毒。工业意外也可能导致急性白磷中毒。根据美国毒物和疾病登记署的资料，大部分已知急性白磷中毒致死或危重案例，都是服食老鼠药或爆竹（不论是否故意）以及白磷弹爆炸所致。
由于白磷可以通过伤口进入人体，白磷对局部皮肤造成的化学烧伤有可能导致全身的中毒症状。例如在越南战争期间，有些军人因为接触白磷而受到化学烧伤，虽然烧伤面积只有全身皮肤表面积的10%，却在一天内突然死去，这可能与白磷中毒有关。

## 毒理学
摄入白磷会令肝细胞的粗面内质网和平滑内质网受到损害，多核糖体出现解离，导致极低密度脂蛋白当中的载脂蛋白（用作运输甘油三酸酯）合成减少。由于载脂蛋白少了，甘油三酸酯无法被运输，就积累在肝脏里面。因此，人体摄入白磷后，肝细胞会在12小时之内出现大规模脂肪变性和纤维化，这是白磷肝毒性的其中一个机理。不过，医学界尚不清楚内质网受损害的机理，也不知道是因白磷本身还是其代谢产物损害内质网。此外，口服白磷以后，白磷（或其代谢产物）会损害肝细胞的线粒体和细胞核，损害肝细胞合成三磷酸腺苷的能力，导致肝细胞坏死。
白磷（或其代谢产物）能令肾脏、心脏和脑部的细胞受损，这可能会损害细胞合成三磷酸腺苷的能力。再者，白磷（或其代谢产物）会损害细胞线粒体，有机会抑制脂肪酸氧化，令这些器官内出现脂肪积累。因此，白磷中毒也会对肾脏、心脏和脑部构成危害。
白磷具有神经毒性，这是因为白磷中毒者的脑部细胞有机会受到以下四种损害：一，大脑皮质第二、三层的浦肯野细胞和大脑皮质细胞因缺血受损，导致细胞变化；二，齿状核和下橄榄核受到白磷直接带来的细胞损害；三，大脑皮质的神经节细胞、小脑的神经胶质细胞与高尔基细胞、软蛛网膜下腔的细胞出现脂肪浸润；四，脑水肿（不过医学界尚未知道脑水肿是否由前述三种损害造成，还是独立于前述三种损害）。

## 毒物动力学
医学界对白磷的毒物动力学所知极少，因为正常人体内已经有各种有机和无机的磷化合物分子，而且尚未有办法测定白磷单质在人体组织的含量。白磷进入人体后的去向是个未解之谜。不过，白磷在室温下会自发与氧气发生氧化还原反应，具高度活性，因此学者推断白磷可能早在人体吸收前就已经迅速转化为氧化产物，并可能在人体皮肤、肺部、口腔、肠道这些环境中经化学反应转为磷酸盐、五氧化二磷等无机化合物。白磷亦可能在肾脏被缓慢地氧化成无害的酸并派出体外。由于白磷具脂溶性，有学者认为白磷可能透过口服、吸入和皮肤接触而被人体吸收。同时又有其他学者认为，如果白磷能够如此被吸收，就有可能在活体血液、组织液、细胞内液内发生无机化学反应，但这个说法尚未由实验证实。白磷也可能经由代谢转换成连二磷酸。目前未有研究成果能肯定或否定白磷在人体内会被酶分解。

## 症状和诊断
口服白磷后，患者的口腔、食管及胃部会立即出现烧灼感，口腔和咽喉亦出现充血和糜烂，并有呕吐、恶心、腹痛、腹泻、呕血、便血的症状。几乎所有摄取大剂量白磷的患者都会呕吐，因而把先前服食的大部分白磷吐出来。患者通常在摄取白磷后的几个小时内开始呕吐，有时会持续吐很多天。少数患者的呕吐物和大便会产生大蒜气味，并且在黑暗环境中发出磷光。白磷为神经毒素，因此可能对患者神经系统造成影响，例如呆滞、昏睡、应激性、躁动、活动减退、昏迷或半昏迷、谵妄、思觉失调、偏瘫、异常生理反射、感觉过敏、肌束颤动、对痛楚无反应、扑翼性震颤。
白磷中毒患者的呼气、血液和粪便含有磷。患者亦可被检测到：肝脏糖原含量降低，血糖降低、血乳酸上升，尿液中氨基酸含量、脂肪酸含量、乳酸含量、磷酸盐含量、总氮量均上升。患者的心电图亦会有所异动，例如T波倒轉或异常、QRS波群变异、心跳过速、心律不整、心房颤动、心室收缩率下降。有患者被检测到呼吸率上升。
目前尚没有可以检测一个人有否摄入白磷的医学测试，但医务人员会因为观察到急性白磷中毒症状而怀疑患者摄入了白磷。医务人员会为患者进行一些实验室检测，包括全血细胞计数、血小板计数、血液电解质检查、肝酶检查、肾功能测试、尿液分析、心电图、尿量检查、血清钙浓度检测、血清磷浓度检测与凝血酶原时间。对于吸入白磷而急性中毒的患者，医务人员还会进行脉搏血氧饱和度分析、胸部X光检查、动脉血气体分析、肺功能测试。

## 治疗

### 病程阶段
急性白磷中毒的病程理论上可划分为以下三个阶段，不过医务人员在临床实务时通常不会对此精确区分，而且不同患者在同一阶段表现的症状可以大相径庭，造成混乱。
| 阶段 | 病情描述   | 时长          | 具体症状（按常见度排序）                                                                         | 预后                                       |
| ---- | ---------- | ------------- | ------------------------------------------------------------------------------------------------ | ------------------------------------------ |
| 一   | 影响消化道 | 0至24小时     | 急性症状：呕吐、恶心、腹泻、腹痛、腹部抽搐、消化道出血、大蒜气味                                 | 只要患者及早接受适当治疗，预后乐观         |
| 二   | 静息期     | 1至3天        | 一定程度的症状：厌食、恶心、呕吐、腹泻、腹部不适                                                 | 可逆（在适当治疗下亦是），化验指标轻微增加 |
| 三   | 临床恶化   | 3天以上，不定 | 终端器官毒性：肝衰竭、肾衰竭、凝血功能障碍、肝性脑病、心律不整、舞蹈病、骨髓衰竭、多系统器官衰竭 | 不可逆损害，可致死                         |

患者神经系统和血液出现的症状越趋严重，存活机会便越小。

### 需要避免的事项
酒精、脂肪、食用油会加剧患者中毒情况，因为白磷溶解在这些物质后会更容易被人体吸收。摄取这些物质不利于救治经口服或皮肤接触中毒的患者。对于经皮肤接触中毒的患者，医务人员要避免采用油性或脂性的外用药物。
由于白磷具有腐蚀性，医学界不建议对口服白磷中毒者进行催吐。
患者和施救者要避免接触患者的呕吐物和粪便。

### 急救和治疗手段

#### 一般救治原则
白磷中毒者应该送到医疗设施救治，不宜在家自行处理。出现严重急性白磷中毒症状的患者应当送到医院，出现持续心律不整、心理状态变异、非癫痫性癫痫发作、呼吸衰竭的白磷中毒者应当送往，出现显著烧伤的白磷中毒者应当送往烧伤中心。由于急性白磷中毒较不常见，一般医务人员如果遇到全身出现白磷中毒症状、大量摄入白磷或诊断不明确的患者，应该咨询医学毒理学专家或者当地毒物控制中心。一般医务人员如果遇到遭受严重烧伤的白磷中毒者，应该咨询烧伤救治专家。
目前尚未有针对白磷单质的解毒剂，因此医务人员只能移除患者体内的白磷，并采用支持性疗法和对症治疗。

#### 口服中毒
口服白磷后出现急性中毒的患者必须进行彻底洗胃，及早洗胃对救治患者而言十分重要，不过为腐蚀症状明显的患者洗胃时需要谨慎处理。过往，医务人员会用稀释至1:5000的溶液为患者洗胃，因为高锰酸钾可以把白磷单质氧化成毒性相对较低的磷酸和磷酸盐。由于施用高锰酸钾并不安全，现在已不会采用此法。以前的医务人员也可能用稀释至1%至2%的双氧水为患者洗胃，因为双氧水同样可以把白磷氧化成毒性极低的氧化物。有时0.2%硫酸铜溶液会被用作洗胃液体，但由于铜对人体有毒性，医务人员需要注意防止患者过量吸收铜，以免中毒。
如果患者因大量口服白磷而中毒，医务人员可以考虑为患者插入鼻胃管或口胃管，把患者的胃內容物吸走。这个方法可能会造成胃粘膜损伤或医源性食管穿孔，因此医务人员必须权衡采取此法的潜在益处和风险后再作决定。医务人员对患者采取此法时，要注意避免被吸出来的胃內容物弄伤。完成后，医务人员应把吸出来的胃內容物浸到水里。
有些医务人员会对患者使用大剂量的活性炭，让活性炭与患者体内白磷结合，作为治疗手段。医学界对此有不同意见，例如一篇2002年的医学文献基于多名医务人员的实务经验而提出“使用大剂量活性炭十分重要”。而美国国家医学图书馆的网上资源则指出“未有证据肯定使用活性炭的方法”。
对于口服白磷中毒而出现急性肝衰竭的患者，肝脏移植或许能够拯救性命。这也是患者状况进入最后阶段后的唯一治疗手段，如果不进行肝脏移植的话就难以避免患者死亡。

#### 吸入中毒
对于吸入白磷而急性中毒的患者，首先要把患者身体移动到新鲜空气中，并观察患者有否有出现呼吸窘迫的现象。如果患者咳嗽或呼吸困难，医务人员要检查患者有没有出现呼吸道刺激、支气管炎或非感染性肺部发炎。如经判断有需要，医务人员会对患者施加氧气治疗（供应湿化纯氧）、气管插管、辅助通气，有时亦会采用气管切开术。如果患者出现支气管痉挛，医务人员会处方Β2肾上腺素受体激动药（吸入服用）和全身性皮质类固醇。

#### 皮肤接触中毒
对于皮肤接触白磷而出现急性中毒的患者，要及早移除患者身上的所有衣服和饰物，并尽早用大量冷水冲洗皮肤。白磷在摄氏44度就會熔化，令去污染更困难，因此务必确保受影响皮肤持续受到冷水冲洗或浸在冷水下。然后，施救者要在水下把患者皮肤上的白磷移除，白磷拿走后要马上浸在冷水以防止燃烧。即使移除了可见的白磷，施救者仍然务必确保患者皮肤持续被冷水冲洗，或用浸满冷水的纱布包扎，这点常被施救者忽视。如果施救者看不到白磷在哪里，可以用紫外光光源（常用黑光灯）辅助。白磷在紫外光下会放出荧光，这样就可以辨识较松散或嵌入皮肤的白磷粒子。
对于白磷嵌入患者皮肤的案例，有些学者建议用清水浸泡身体，同时在水中加入稀释高锰酸钾或硫酸铜。高锰酸钾具危险性，现在甚少采用。加入硫酸铜的做法在医学界也是有争议的，医学界不推荐为惯常做法，因为铜作为重金属有毒，可轻易经由伤口吸收，可能会导致血管内溶血、急性肾衰竭、急性心血管衰竭。
有些学者建议用5%碳酸氢钠加3%硫酸铜加1%羟乙基纤维素加1%十二烷基硫酸钠，把曾经接触白磷的伤口清洗几遍，每两次清洗之间用生理盐水冲洗。

### 引用
1. 1 2 3 4 5 6 7 8  Ravikanth, Sandeep & Philip 2017.
2. 1 2  Basheer et al. 2015.
3. ↑  Agency for Toxic Substances and Disease Registry 1997，第61頁.
4. ↑  Agency for Toxic Substances and Disease Registry 1997，第62頁.
5. ↑  Public Health England 2017.
6. ↑  Agency for Toxic Substances and Disease Registry 1997，第138頁.
7. 1 2 3 4 5 6  福建省职业病与化学中毒预防控制中心
8. 1 2  梁显泉等（2006年），第254页
9. ↑  González-Andrade & López-Pulles 2011，第29頁.
10. ↑  González-Andrade et al. 2002，第188, 190頁.
11. ↑  Agency for Toxic Substances and Disease Registry.
12. ↑  Wisniak 2005，第377頁.
13. ↑  National Research Council Subcommittee on Military Smokes and Obscurants 1999.
14. ↑  Agency for Toxic Substances and Disease Registry 1997，第4頁.
15. ↑  Cooke & Ferner 1993，第368頁.
16. 1 2  Agency for Toxic Substances and Disease Registry 1997，第92頁.
17. ↑  Agency for Toxic Substances and Disease Registry 1997，第61–62頁.
18. ↑  Agency for Toxic Substances and Disease Registry 1997，第76–77頁.
19. 1 2 3 4 5 6 7 8 9 10 11 12  National Library of Medicine 2006.
20. ↑  Agency for Toxic Substances and Disease Registry 1997，第32頁.
21. 1 2 3 4  González-Andrade & López-Pulles 2011，第32頁.
22. ↑  González-Andrade & López-Pulles 2011，第61頁.
23. ↑  González-Andrade & López-Pulles 2011，第50頁.
24. ↑  González-Andrade & López-Pulles 2011，第5頁.
25. 1 2 3 4 5 6  Beers 2006，第3443頁.
26. ↑  González-Andrade et al. 2002，第192頁.
27. ↑  González-Andrade et al. 2002，第191頁.

### 文献
- Cooke, M W; Ferner, R E.  (PDF). Archives of Emergency Medicine. 1993, 10 (4). PMID 8110336.
- (PDF). Agency for Toxic Substances and Disease Registry. 1997  [2018-07-08]. （原始内容存档 (PDF)于2018-03-03）.
- National Research Council Subcommittee on Military Smokes and Obscurants. .  2. National Academies Press. 1999  [2018-07-08]. （原始内容存档于2020-11-12）.
- González-Andrade, Fabricio; Sánchez-Q, Dora; Martı́nez-Jarreta, Begoña; Borja, Judith. . Legal Medicine. 2002, 4 (3). PMID 12935668. doi:10.1016/S1344-6223(02)00028-7.
- Wisniak, Jaime. . Indian Journal of Chemical Technology. 2005.
- Beers; 王卫平 等.  18. 人民卫生出版社. 2006. ISBN 9787117110853.
- . National Library of Medicine. 2006  [2018-07-08]. （原始内容存档于2017-10-23）.
- 梁显泉; 韦卫琴; 穆琼; 郑罡; 吉蒙. 李银平 , 编. . 中华危重病急救医学. 1008-9691(2006)04-0254-01.
- González-Andrade, Fabricio; López-Pulles, Ramiro. . Clinical Toxicology. 2011, 49 (1). ISSN 1556-3650. PMID 21288149. doi:10.3109/15563650.2010.547860.
- Basheer, Aneesh; Mookkappan, Sudhagar; Padhi, Somanath; Iqbal, Nayyar. . The Australasian Medical Journal. 2015, 8 (1): 19–23. PMID 25848404. doi:10.4066/AMJ.2015.2241.
- Ravikanth, Reddy; Sandeep, S; Philip, Babu. . Indian Journal of Critical Care Medicine. 2017, 21 (4)  [2018-07-08]. PMID 28515612. doi:10.4103/ijccm.IJCCM_410_16. （原始内容存档于2018-07-10）.
- (PDF). Public Health England. 2017  [2018-07-08]. （原始内容存档 (PDF)于2018-07-08）.
- . 福建省职业病与化学中毒预防控制中心.   [2018-07-08]. （原始内容存档于2018-07-08）.
- . Agency for Toxic Substances and Disease Registry.   [2018-07-08]. （原始内容存档于2018-07-08）.